# Frank Sinatra
Frank Sinatra, pseudonimo di Francis Albert Sinatra (Hoboken, 12 dicembre 1915 – Los Angeles, 14 maggio 1998), è stato un cantante e attore statunitense.
Prima grande celebrità nella storia della musica popolare nonché tra i più popolari artisti del Novecento, Sinatra viene considerato da molti critici musicali uno dei più grandi cantanti del XX secolo.
Egli è noto in Italia soprattutto come The Voice, mentre negli Stati Uniti d'America e in altri paesi era conosciuto anche con soprannomi come Ol' Blue Eyes, Frankie, Swoonatra e molti altri. Fu un personaggio importante e carismatico dell'intrattenimento statunitense e internazionale, riuscendo a imporsi nel panorama musicale dal periodo della grande depressione americana fino ai giorni nostri, grazie a un'intensa attività discografica e concertistica durata oltre sessant’anni, dai primi anni trenta fino al 1995, anno in cui tenne il suo ultimo concerto dal vivo.
Egli era, assieme ad artisti come Pat Boone, Dean Martin e Tony Bennett, uno dei maggiori esponenti di uno stile canoro raffinato ed elegante, in seguito definito crooning.
Con circa 150 milioni di dischi venduti è uno degli artisti musicali di maggior successo discografico. Nella sua longeva carriera si è aggiudicato complessivamente tre premi Oscar (un Oscar onorario nel 1946, un Oscar al miglior attore non protagonista nel 1954 ed il premio speciale umanitario Jean Hersholt nel 1971). Ha inoltre ricevuto due Golden Globe, undici Grammy Awards, uno Screen Actors Guild Award alla carriera nel 1972 ed il Kennedy Center Honors nel 1983.
Nel 1985 ricevette dal presidente Ronald Reagan la Medaglia presidenziale della libertà e nel 1997 gli Stati Uniti lo onorarono con la Medaglia d'oro del Congresso, la più alta onorificenza assegnata dagli USA.
Oltre 2200 brani e più di 60 album di canzoni inedite pubblicati, ne fanno uno dei cantanti con la maggior produzione discografica nella storia della musica.

## Biografia

### La famiglia e l'infanzia

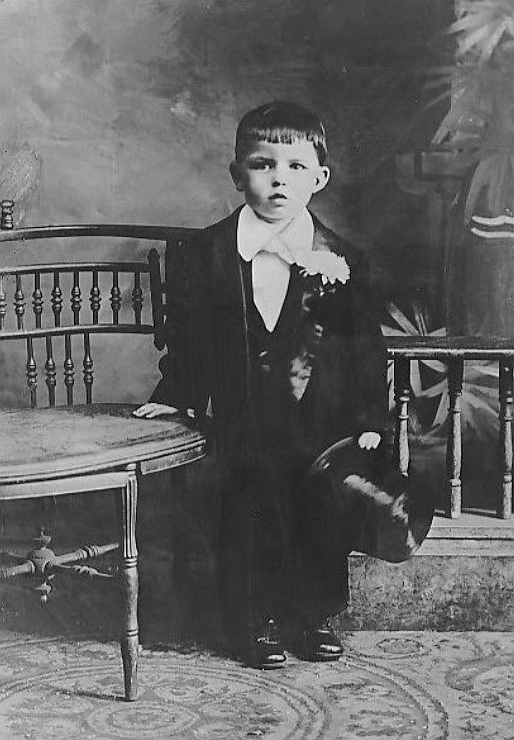
Sinatra all'età di tre anni (1918)

«Quando canto, credo di essere sincero... il pubblico è come una donna – se sei indifferente, è la fine.»

— Frank Sinatra
Francis Albert Sinatra nacque il 12 dicembre 1915 al 415 Monroe Street di Hoboken (New Jersey), figlio unico di due italiani emigrati negli Stati Uniti: il padre, Antonino Martino Sinatra (1892-1969), era siciliano di Lercara Friddi, la madre, Natalina Maria Vittoria Garaventa (1894-1977), ligure del comune di Lumarzo.
Sinatra deve la sua fortuna proprio al padre, che assunse in America il nome Martin O'Brien e che dopo aver intrapreso vari mestieri, tra cui l'operaio, il calzolaio e il pugile, chiese la mano di Natalina, ribattezzata Dolly, "bambola". Pur avversati dalla famiglia di lei, contraria al loro matrimonio, i due si sposarono il giorno di san Valentino del 1914 a Jersey City. Il parto fu piuttosto travagliato (il medico dovette estrarre il neonato con il forcipe) e Frank riportò la perforazione di un timpano, che lo rese sordo da un orecchio, lesione che rimarrà per tutta la vita. Padrino di Frank fu Frank Garrick, comproprietario di un quotidiano locale, il Jersey Observer, il cui zio Thomas era capitano di polizia e al quale Dolly in seguito fece da informatrice su quanto succedeva a Little Italy.

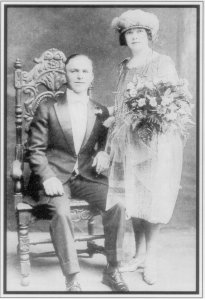
I genitori di Frank: Anthony Martin (a sinistra) e Natalie "Dolly" Sinatra (nata "Garaventa", a destra) durante il loro matrimonio a Hoboken, New Jersey, nel 1913.

Il padre, che si spacciava per irlandese come la madre Dolly (in quel periodo agli immigrati italiani era vietato salire sul ring), dopo aver proseguito con il pugilato (arriverà a sostenere 30 incontri), aprì un bar e divenne anche capitano dei vigili del fuoco. La madre, che era riuscita a farsi nominare interprete del tribunale quando erano accusati o testimoni immigrati italiani, acquisì una certa influenza nel vicinato grazie ai favori che questa sua posizione le permetteva e al suo attivismo per il Partito Democratico. Coi genitori sempre al lavoro, il piccolo Frank passava parecchio tempo con la nonna e la zia e crebbe velocemente, influenzato dal carattere duro e generoso del padre e da quello gentile e nel contempo determinato della madre. A scuola, Frank cominciò a imitare comici e stelle del cinema, ponendosi al centro dell'attenzione degli altri ragazzi.
Durante la crisi del '29, i Sinatra riuscirono a non far mancare quasi nulla a Frank, arrivando persino a trasferirsi in un appartamento con tre camere da letto, poco distante dal quartiere di Little Italy. Dopo le imitazioni, Frank provò anche a cantare e a quindici anni, nel 1930, fece il suo "esordio" al liceo, la A. J. Demarest High School, venendo applaudito dai compagni. La musica sembrava stargli a cuore più dello studio e la scuola lo espulse. Frank disse apertamente ai suoi genitori di voler provare a fare il cantante: la madre si rassegnò ad assecondarlo, ma il padre volle che si cercasse un vero lavoro e che tornasse possibilmente a scuola.
Frank cominciò così col lavorare di giorno, prima in una libreria, poi come operaio portuale, anche se la sua passione rimaneva il canto, passione che cercava di soddisfare non appena gli si presentasse l'occasione. A un certo punto, Anthony Martin cacciò il figlio di casa. Frank, quindi, si trasferì a New York in cerca di un lavoro stabile, ma fu costretto a ritornare a Hoboken poco dopo. È a quel punto che a Frank Sinatra venne l'idea di provare a farsi pagare per la sua voce.

### Primi anni e i primi successi

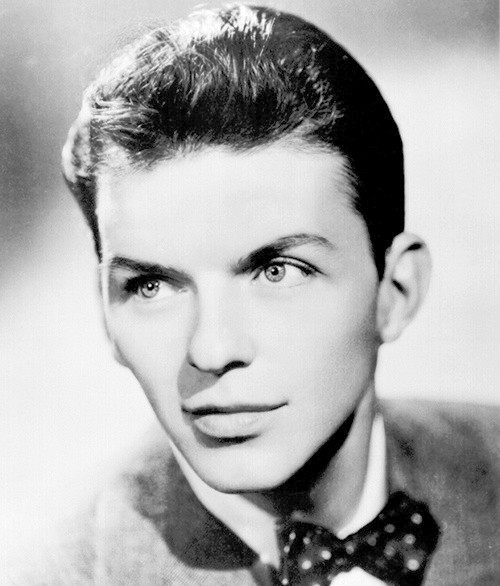
Frank Sinatra nel 1943

Frank Sinatra decise di diventare un cantante sull'onda dell'ammirazione per Bing Crosby, che ascoltava spesso alla radio. Iniziò a cantare attorno al 1931, come da lui stesso raccontato durante svariati concerti, nel piccolo saloon gestito dal padre, nel quale era presente uno dei primi juke-box: quando i clienti inserivano la moneta per ascoltare le più famose registrazioni eseguite dalle orchestre dell'epoca, chiedevano al giovane Frank, a cui era riconosciuto di avere una certa abilità nel canto, di esibirsi per loro. Ciò avvenne, in seguito, anche in altri locali del New Jersey. Così Sinatra divenne noto in zona come saloon singer, facendosi notare e successivamente ingaggiare nel 1939 dal trombettista Harry James nella propria orchestra. Nel 1935 aveva costituito il suo primo gruppo, gli Hoboken Four, con il quale vinse nello stesso anno il concorso per giovani talenti emergenti organizzato dal Radio Major Bowes' Amateur Hour.
Si esibiva in una ventina di spettacoli alla settimana, ma gli introiti ammontavano a soli 70 cents in totale per 7 giorni. Nel 1938 Sinatra arrivò al Rustic Cabin, un saloon che trasmetteva spettacoli dal vivo nella Dance Parade di New York, e fu assunto come intrattenitore ufficiale del locale. Nel novembre di quell'anno, venne arrestato e trattenuto diversi giorni per i reati di adulterio (accusato dalla sua fidanzata di allora, Antoinette Della Penta Francke) e "seduzione" (seduction) nei confronti di una ragazza che sarebbe divenuta, in seguito, la sua prima moglie, Nancy Barbato (1917-2018).
Come già detto, dopo una breve ma intensa collaborazione con l'orchestra di James, con cui, nell'estate del 1939, Sinatra registrò Ciribiribin e All or Nothing at All, nel 1940 si unì all'orchestra di Tommy Dorsey, con la quale divenne famoso come cantante anche grazie al singolo I'll Never Smile Again per la Victor, che raggiunse la prima posizione negli Stati Uniti per ben dodici settimane e vinse la Grammy Hall of Fame 1982. Sinatra piaceva molto ai giovanissimi, un pubblico completamente nuovo per la musica leggera, che fino ad allora si era rivolta soprattutto agli adulti. In pratica, Frank Sinatra fu il primo teen idol, un idolo per gli adolescenti.
La guerra lo sfiorò soltanto: una legge esentava dal servizio militare tutti coloro che erano diventati padri prima del 7 dicembre 1941 (giorno dell'attacco giapponese a Pearl Harbor) e Frank, che aveva sposato Nancy Barbato nel 1939 e dalla quale aveva avuto la prima figlia, Nancy, l'8 giugno 1940, rientrava in pieno nel novero degli esentati. Inoltre, egli era da sempre quasi sordo da un orecchio, per cui, alla visita di leva, era stato dichiarato C4: ciò costituiva un motivo piuttosto importante per l'esenzione. Perciò non fu difficile per lui evitare l'arruolamento, anche quando la legge sui padri ante 7 dicembre 1941 fu abolita.
Sinatra praticò comunque una breve esperienza nell'esercito statunitense come intrattenitore delle truppe, tra il 1941 e il 1942, dopo di che ritornò a cantare. Sono da ricordare, in questo periodo, alcune sue famose incisioni con l'etichetta V-Disc a favore delle truppe americane in guerra. Proprio nel 1942 lasciò la band di Tommy Dorsey e siglò un contratto con la Columbia Records; conobbe un enorme successo e, a cavallo tra il 1943 e il 1944, entrò per ben 23 volte nella top ten delle classifiche americane. Frank Sinatra ben presto venne considerato il più grande cantante statunitense dopo Bing Crosby, il suo idolo giovanile.

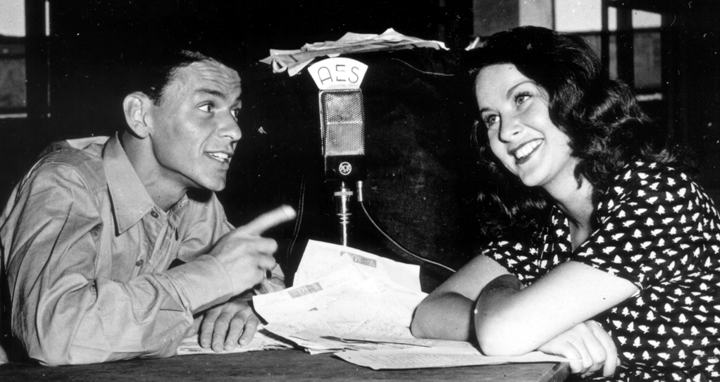
Sinatra con Alida Valli, intervistato nel corso di un programma radiofonico dell'American Forces Network

In quel periodo si affermò come The Voice ("la Voce"), un soprannome prestigioso conosciuto in tutto il mondo. Altri suoi soprannomi meno noti, almeno fuori dagli Stati Uniti, erano Ol'Blue Eyes (vecchi occhi azzurri), Swoonatra (da to swoon= svenire, per l'effetto che aveva sulle ammiratrici) e Chairman of the Board (of Show-Business) (il presidente del consiglio di amministrazione dello spettacolo). Al cinema, dopo un paio di film minori nel 1940 e 1942, nel 1944 ebbe il ruolo di protagonista nella commedia musicale Higher and Higher; l'anno dopo recitò in Due marinai e una ragazza, accanto a Gene Kelly, che gli insegnò a ballare.
Negli stessi anni, Sinatra diventò la voce più popolare anche alla radio. 
Nel 1946 viene invitato a un gala-party all'Avana: in quell'occasione sembra siano nati i suoi oscuri rapporti con la mafia, di cui si parlerà in seguito. 
Sempre nel 1946, con il disco Five Minutes More raggiunse la prima posizione nella Billboard Hot 100 per due settimane.
Tra il 1947 e il 1948 lavorò senza sosta a New York, al Madison Square Garden, al Waldorf Astoria e al Capitol Theater. 
Il 13 ottobre 1947 a Hoboken, nel New Jersey, venne istituito il Frank Sinatra Day, e nel 1949 fu interprete, assieme a Gene Kelly, Ann Miller e Betty Garrett, di Un giorno a New York, film di enorme successo, che a oggi è considerato uno dei migliori musical della storia del cinema.

### La crisi

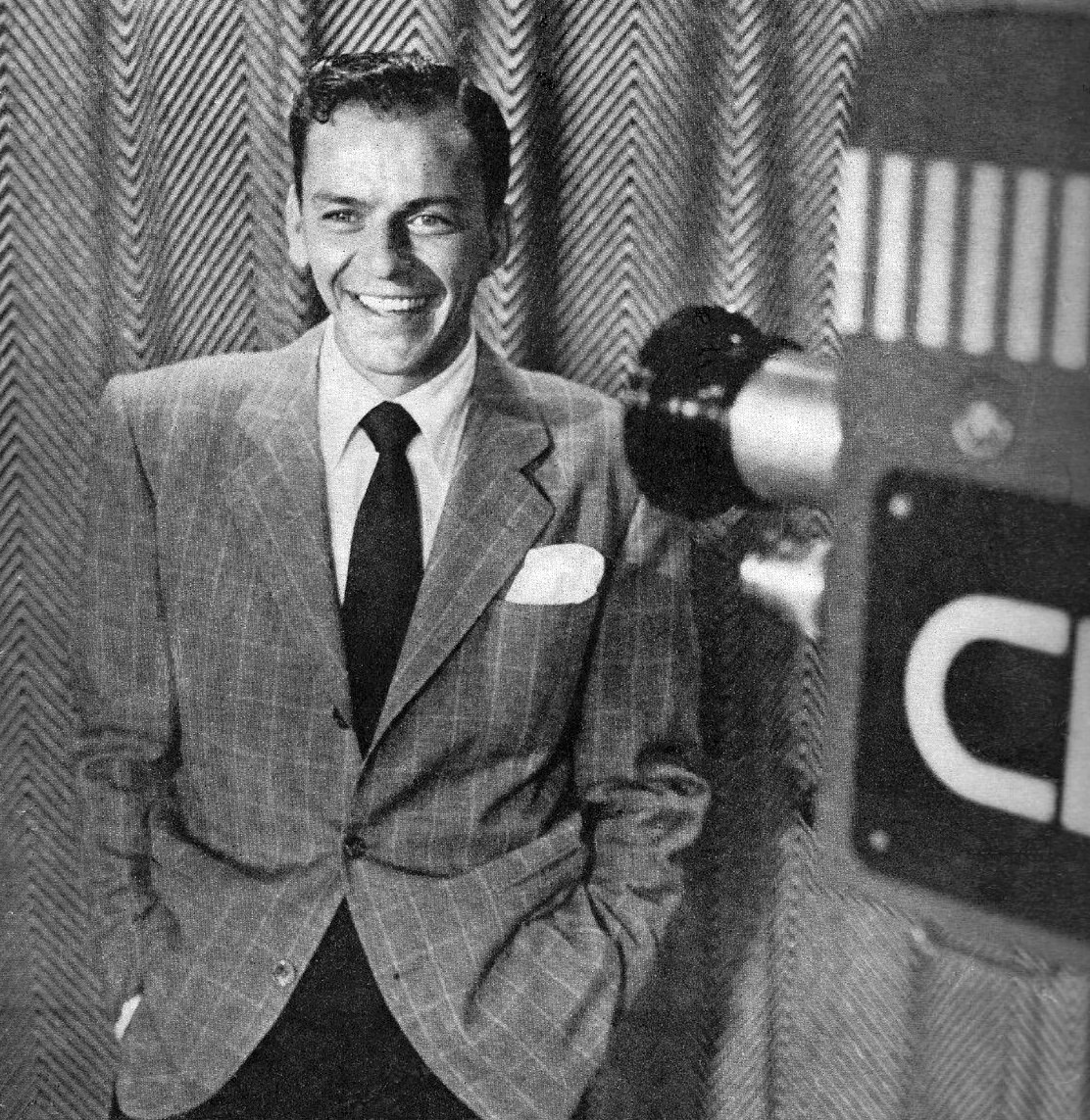
Frank Sinatra nel novembre 1950 (foto di copertina del periodico musicale Metronome Magazine)

Nel 1950, la scadenza del contratto cinematografico con Louis B. Mayer venne a fargli mancare una parte consistente del suo reddito. Sinatra dovette allora cercare quante più scritture possibili come cantante, e si vide costretto ad accettare anche ingaggi-capestro, come quello al Copacabana di New York che prevedeva ben tre concerti per sera: all'inizio fu un grande successo, ma in seguito questo produsse degli effetti deleteri sulle sue performance e sul suo stato generale di salute, tanto che una sera, all'inizio del suo terzo show, la sua voce collassò: un'emorragia sottomucosa aveva messo fuori uso le sue corde vocali, e sui giornali si cominciò a sostenere che Sinatra fosse finito come cantante.
Per fortuna, smentendo i più infausti pronostici, la guarigione arrivò presto, e nello stesso anno tenne un'esibizione al Palladium di Londra; nei successivi due anni riprese a incidere e prese parte a due film, Questi dannati quattrini e Lasciami sognare, che ebbero un pessimo risultato al botteghino; intanto era venuto a mancare il supporto sia della MCA, sua agenzia da molti anni, sia della Columbia Records, che aveva lasciato scadere il contratto. A tutto ciò si aggiunse la persecuzione da parte dell'ufficio delle imposte americano, che chiedeva il recupero di arretrati non pagati.
In campo sentimentale, dopo la separazione dalla prima moglie, la successiva tormentata relazione con l'attrice Ava Gardner lo aveva messo in serie difficoltà: i continui litigi durante la tournée che lo aveva portato per tre mesi in Europa, toccando anche Torino, Roma e Napoli, avevano alimentato il gossip delle riviste specializzate, e lo stress lo aveva portato più di una volta a tentativi di suicidio.

### Il rilancio
Snobbato dalla RCA e dalla Decca, Sinatra venne scritturato dalla Capitol Records che aveva allevato artisti come Nat King Cole, Peggy Lee e Stan Kenton. Il 14 marzo 1953 firmò quello che sembrava un contratto per sette anni, ma in realtà si trattava di un contratto per un anno con sei opzioni annuali di rinnovo. Nelle condizioni in cui Sinatra versava in quel momento, si trattava di un'offerta abbastanza generosa, e Frank decise di accettare.
Alan Livingston – all'epoca vice direttore vendite della Capitol – fu uno degli artefici dell'ingresso di Frank Sinatra nella scuderia; altre due persone si proposero di curare l'operazione-Sinatra: Dave Dexter e Voyle Gilmore. Il primo si offrì come produttore, ma Sinatra scelse Gilmore. Dexter rivelò il motivo di questa scelta solo qualche anno più tardi: Sinatra non aveva dimenticato la sua recensione negativa, pubblicata dalla rivista Downbeat, di un suo vecchio disco uscito per la Columbia.
Come arrangiatore fu scelto il giovane Nelson Riddle, che aveva già firmato numerosi successi di Nat King Cole, fra i quali Mona Lisa e Unforgettable. Ma Sinatra, nell'intento di ricreare l'atmosfera delle sue hit con la Columbia, richiamò a dirigere l'orchestra che lo avrebbe accompagnato il suo amico Axel Stordahl. Il 2 aprile 1953, con un'orchestra di 20 elementi, vennero incisi quattro brani. Uno di essi, I'm walking behind you, entrò subito in classifica e vi rimase dieci settimane, arrivando al settimo posto.
Per le successive incisioni, e contro le insistenze della Capitol Records che voleva ancora imporre Riddle come arrangiatore, Sinatra scelse Billy May, un musicista che non utilizzava archi, ma una big band costituita da quattro trombe, quattro tromboni, cinque sax, più la sezione ritmica di quattro elementi e che gli diede l'opportunità di sfoderare il suo innato senso dello swing. South of the Border fu il brano che entusiasmò il pubblico con questo nuovo stile. I've got the world on a string fu invece la prima canzone che venne pubblicata con Nelson Riddle come arrangiatore e direttore d'orchestra. Frank si convinse finalmente a utilizzarlo quando Axel Stordahl si trasferì a New York per lavorare con Eddie Fisher.

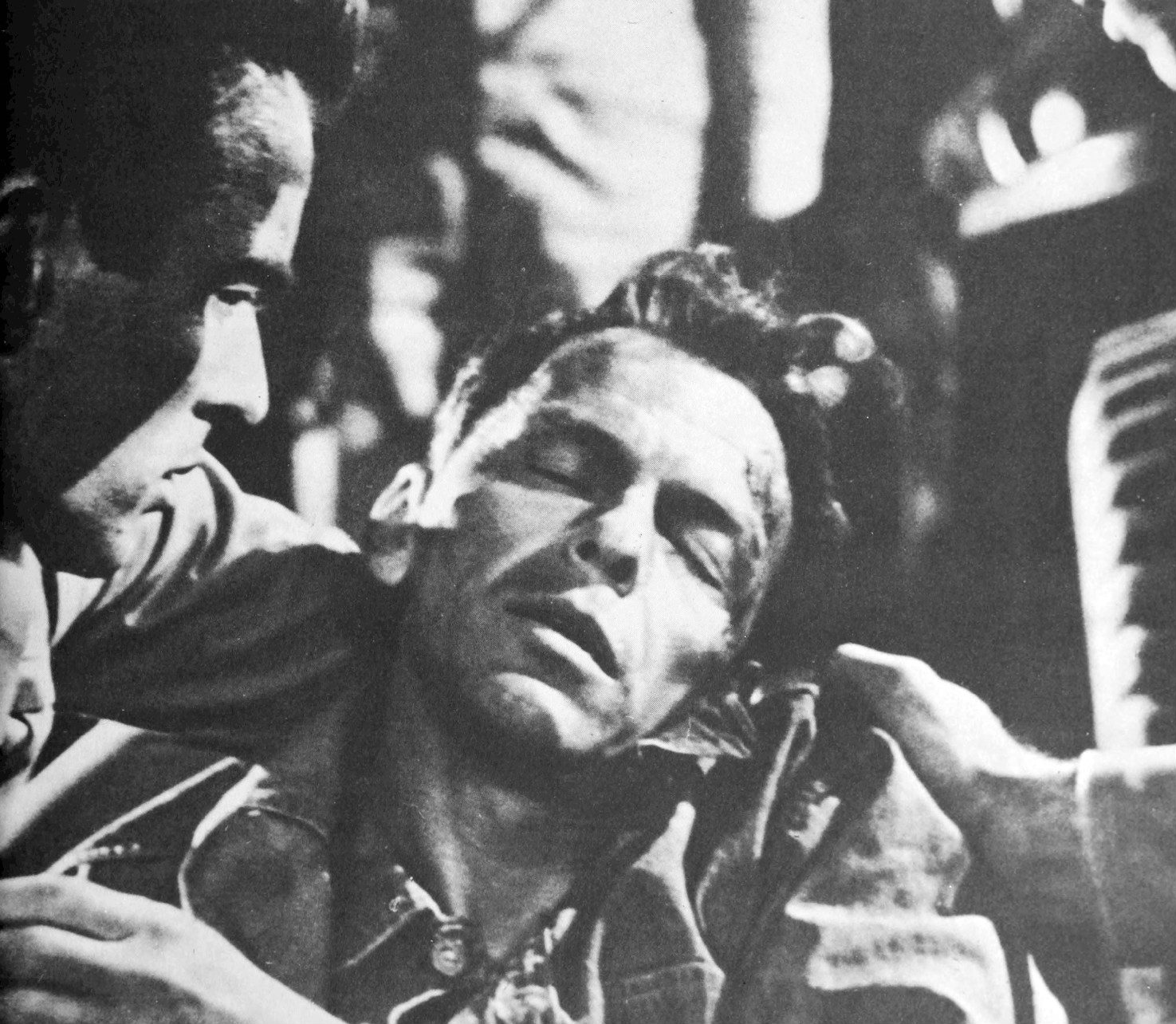
Sinatra nei panni di Maggio in Da qui all'eternità, ruolo che gli valse l'Oscar come miglior attore non protagonista

In quegli anni, gli anni cinquanta, accanto al fragile 78 giri di resina di gommalacca, l'industria discografica cominciava a proporre il più moderno microsolco, il 45 giri in vinile, e fu proprio grazie a questa evoluzione della tecnologia meccanica del supporto che avvenne il grande rilancio discografico di Sinatra. L'LP Songs for Young Lovers, in cui la risoluzione del solco era aumentata consentendo con un diametro 25 cm al disco di poter girare più lentamente, poteva adesso contenere ben otto brani. Questo è considerato il primo esempio di concept album, cioè di raccolta di brani legati da un filo conduttore, e fu un enorme successo sia per il cantante sia per il nuovo formato, che fino a quel momento era stato accolto con scetticismo.
A questo album ne seguirono altri, quasi sempre proposti come raccolte di brani con uno stile e un argomento comune. Tutti furono grandissimi successi di pubblico e di critica, e ancora oggi gli album incisi da Sinatra per la Capitol sono considerati quelli meglio riusciti artisticamente.
Sinatra bussò ancora alla porta del cinema, usando ogni possibile mezzo per ottenere il ruolo del soldato Angelo Maggio nel film Da qui all'eternità (1953) di Fred Zinnemann, accanto a Deborah Kerr, Burt Lancaster e Montgomery Clift, accontentandosi di un compenso di soli mille dollari alla settimana.
La stampa insinuò in seguito che il contributo definitivo alla sua scrittura nel film provenisse da John Roselli, famoso mafioso italo-americano, ma in realtà Sinatra riuscì a convincere il produttore solo grazie alla sua perseveranza. Per Sinatra la pellicola segnò il grande ritorno alla celebrità: durante la serata degli Academy Awards del 1954 l'attrice Mercedes McCambridge pronunciò il suo nome quale vincitore del premio Oscar al miglior attore non protagonista. Il successo cinematografico gli fece ottenere un nuovo contratto con l'agenzia William Morris, e rilanciò definitivamente la sua carriera di cantante.

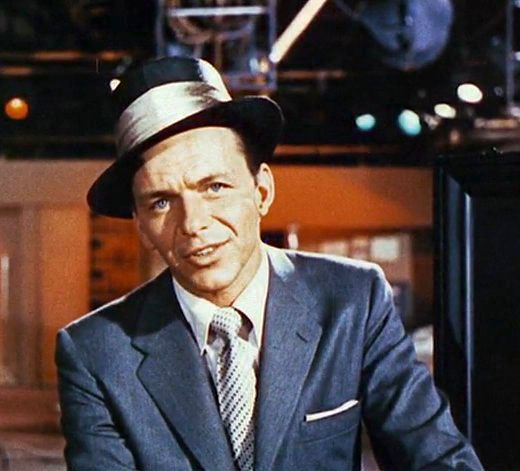
Frank Sinatra nel trailer di Pal Joey (1957)

Nel 1955 sfiorò il secondo Oscar grazie all'intensa interpretazione del giocatore di poker drogato nel film L'uomo dal braccio d'oro di Otto Preminger, in cui era protagonista con Kim Novak. Due anni dopo, nel 1957, ottenne un altro grande successo con Pal Joey, in cui recitò a fianco di Rita Hayworth e ancora Kim Novak e cantò The Lady Is a Tramp, che divenne un classico del suo repertorio.
È proprio intorno alla metà degli anni cinquanta, parallelamente alla sua rifiorita carriera cinematografica, che Sinatra registrò alcuni dei brani considerati punte di diamante della sua carriera di cantante, contenuti in album come il già citato Songs for Young Lovers, che conteneva My Funny Valentine, I Get a Kick Out of You e They Can't Take That Away from Me, capolavori dei compositori Lorenz Hart, Richard Rodgers e i fratelli George e Ira Gershwin, arrangiati da Nelson Riddle, In the Wee Small Hours, del 1955, in cui erano contenuti In the Wee Small Hours of the Morning, Last Night When We Were Young e This Love of Mine e, nel 1956 Songs for Swingin' Lovers!, che racchiudeva la celebre I've Got You Under My Skin, You Make Me Feel So Young, Pennies from Heaven e Too Marvelous for Words. Nel 1957 uscirono addirittura quattro album, e tra il 1958 e il 1960 ben sette, inclusi Only the Lonely e Nice n' Easy. Frank Sinatra era ormai divenuto leggenda.

### IlRat Pack

Il Rat Pack al Cal Neva Lodge Casino

Tra la fine degli anni cinquanta e sessanta Sinatra lavorò molto a Las Vegas. A quel periodo risale la formazione del Rat Pack: un gruppo di amici che "accidentalmente" erano anche famosi uomini di spettacolo. Oltre a Sinatra facevano parte del gruppo Dean Martin (il miglior amico di Sinatra), Sammy Davis Jr., Peter Lawford e Joey Bishop a cui saltuariamente si univa anche l'attrice Shirley MacLaine. Il Rat Pack divenne celebre grazie al film Colpo grosso (1960) che racconta di una rapina in un casinò di Las Vegas, e di cui nel 2001 verrà girato un remake, Ocean's Eleven - Fate il vostro gioco.
Sinatra e gli altri membri del Rat Pack giocarono un ruolo importante nella lotta alla segregazione razziale negli alberghi e casinò del Nevada, evitando di frequentare quelli che si rifiutavano di servire Sammy Davis Jr. in quanto nero. Vista la popolarità del gruppo, molti locali adottarono un atteggiamento più tollerante pur di poter vantare la presenza di ospiti così celebri. Nel 1960 Frank Sinatra era da quasi 25 anni una stella dello spettacolo mondiale, potendo permettersi di fondare la propria etichetta, la Reprise Records.

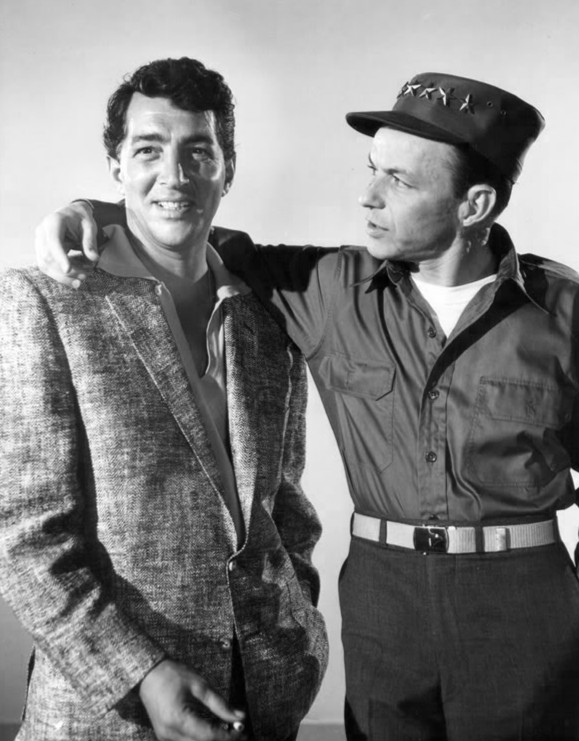
Frank Sinatra insieme a Dean Martin nel 1958

Indicando a un amico la Capitol Tower, la sede della Capitol Records, disse: «La vedi? Io li ho aiutati a costruirla. Adesso è ora di costruirne una mia». L'aneddoto potrebbe essere vero ma la torre della Capitol era già stata costruita quando Sinatra venne ingaggiato, e i cronisti sapevano che il vero artefice della fortuna commerciale della Capitol non fu tanto Sinatra quanto Nat King Cole. Come già accennato, Sinatra fu spesso accusato di essere coinvolto con la mafia che lo avrebbe aiutato a fare carriera. J. Edgar Hoover, potente direttore dell'FBI, sospettò di Sinatra per anni, al punto che il fascicolo su di lui arrivò a ben 2 403 pagine.

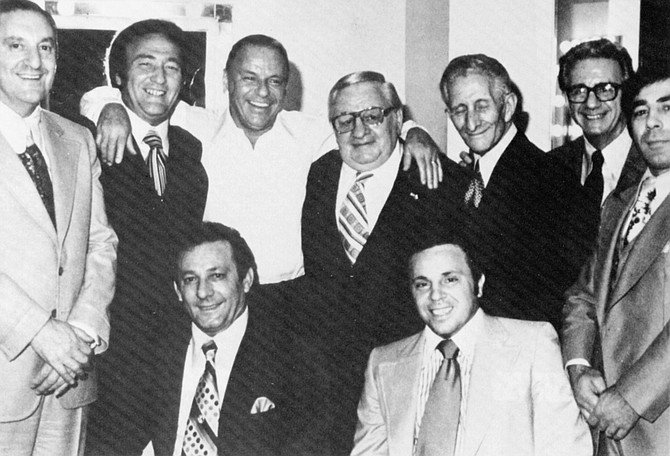
Frank Sinatra (terzo da sinistra) fotografato nel 1976 insieme a noti esponenti della famiglia Gambino: Paul Castellano, Gregory De Palma (i primi due a sinistra), Joe Gambino, Richard Fusco (i due seduti in basso), Thomas Marson, Carlo Gambino, Jimmy Fratianno e Salvatore Spatola (gli ultimi quattro a destra)

Sinatra negò sempre pubblicamente le accuse, anche durante un processo del 1981 nel quale venne chiamato a testimoniare e, pur indagato, non fu mai ufficialmente incriminato per reati di tipo mafioso. In questo processo emerse, tra le altre prove, un'inequivocabile foto che ritraeva un Sinatra sorridente, già avanti negli anni e attorniato da un gruppo di uomini tra i quali si riconoscevano alcuni esponenti della criminalità organizzata, in particolare Carlo Gambino, in quegli anni il numero uno della mafia italo-americana. A proposito di quella foto, Sinatra affermò che, come per tutti gli artisti, anche per lui era una consuetudine farsi fotografare con chiunque venisse a visitarlo in camerino dopo gli spettacoli: di certo sarebbe stato imbarazzante, si giustificò Sinatra, chiedere informazioni a ciascuno sulla propria fedina penale.

### La consacrazione del successo
Nel 1965 vinse il Grammy Award alla carriera.
Tra il 1965 e il 1969 apparve in molti special televisivi, dove cantò in coppia con la figlia Nancy, con Ella Fitzgerald, con il cantante e compositore brasiliano Antônio Carlos Jobim, con i The Fifth Dimension e Diahann Carroll e nel 1971 si esibì al Royal Festival Hall di Montecarlo, alla presenza della principessa di Monaco Grace Kelly, sua ex partner nel film Alta società. Nel 1966 il singolo Strangers in the Night raggiunge la prima posizione nella Billboard Hot 100.

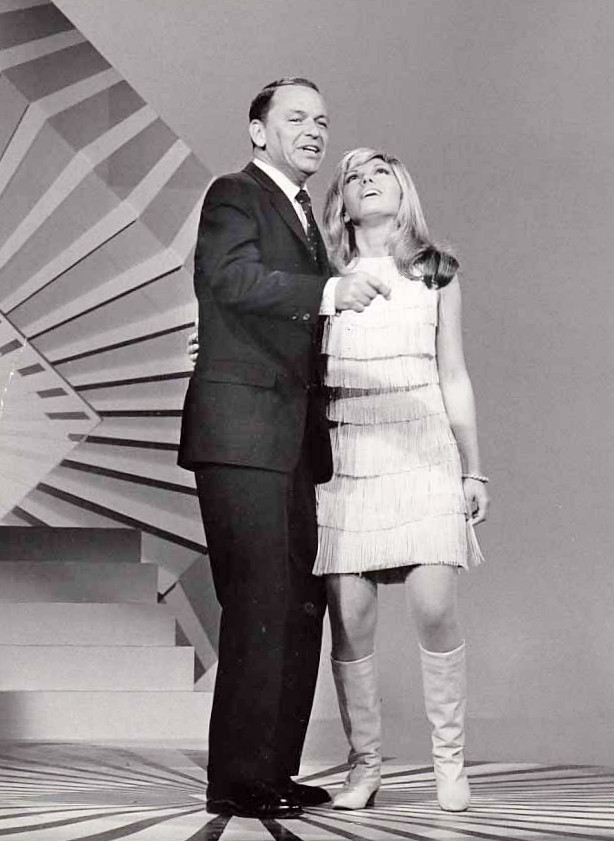
Frank e Nancy Sinatra nel 1966

Attorno alla fine del decennio, Sinatra meditò seriamente di ritirarsi dal mondo dello spettacolo, sotto i colpi dell'avanzata della Beat Generation, del rock e delle nuove culture che si stavano diffondendo dopo il Sessantotto.
The Voice non nascose, negli ultimi anni, un profondo rispetto e ammirazione per la voce di Mina, già allora notissima cantante, conosciuta anche all'estero. E proprio per l'eventuale ritiro aveva in mente di esibirsi in diversi concerti in coppia con lei, a cui avrebbe lasciato il testimone dei suoi successi. Ma Mina aveva il terrore di volare e per questo motivo rinunciò all'offerta.
Sinatra, anche grazie al successo mondiale che ottenne da lì a poco con altri album, in cui erano contenuti brani leggendari come Strangers in the Night e My Way (incisi tra il 1967 e il 1969 e in cui usava sonorità nuove) continuò a esibirsi dal vivo per almeno un altro paio di anni. Nel marzo 1971, durante un'intervista concessa dopo la Notte degli Oscar, stupì i giornalisti affermando che era stufo del mondo dello spettacolo ed entro pochi mesi si sarebbe ritirato e dedicato solamente alla famiglia e al tempo libero (decisione dettata, secondo alcuni, da un esaurimento nervoso). Si esibì, quindi, in un concerto "d'addio", come lui lo volle chiamare, all'Ahmanson Theatre di Los Angeles, durante un'emozionante serata estiva, il 13 giugno 1971.

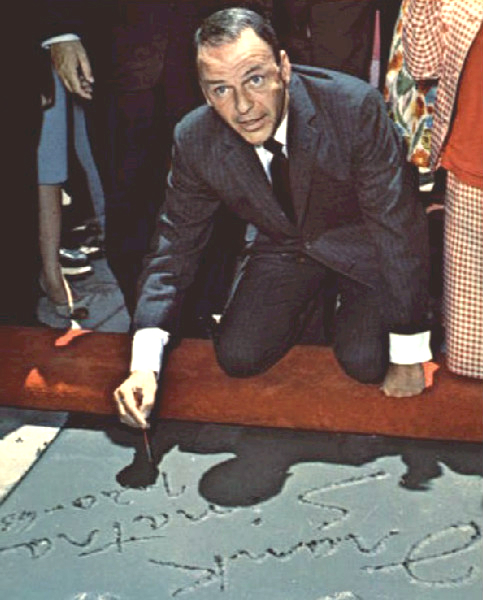
Frank Sinatra al Chinese Theatre nel 1965

Dopo due anni di completo relax, nell'aprile del 1973, ritornò a cantare con uno strepitoso successo alla Casa Bianca per la festa degli italo-americani, alla presenza del presidente statunitense Richard Nixon e del presidente del consiglio italiano Giulio Andreotti. Nello stesso anno partecipò allo spettacolo televisivo a scopo benefico Telethon, cosa che ripeté per diversi anni. In un'occasione riuscì addirittura a riunire sul palco la coppia Jerry Lewis (mattatore del programma) - Dean Martin, scioltasi diversi anni prima.
Nel gennaio 1974 rientrò anche a Las Vegas, con diverse serate al Caesars Palace, e, a ottobre dello stesso anno, fece un trionfale ritorno a New York con un paio di concerti al Madison Square Garden, esibendosi al centro di un ring dove si svolgevano abitualmente incontri di pugilato; l'organizzatore giustificò questa scelta dicendogli che lui era sempre stato un combattente e che era quello il suo palco ideale. I due concerti presero il nome di The Main Event e furono trasmessi in televisione e seguiti da circa 100 milioni di persone negli Stati Uniti. Il 1977 fu un anno triste per Sinatra: la madre morì in un incidente aereo mentre lo raggiungeva in Nevada dove lui si sarebbe dovuto esibire.
A settembre, durante un concerto di beneficenza che tenne a Las Vegas per ricordarla, raccolse la cifra record di 6 milioni di dollari. In quell'occasione onorò anche il cantante Elvis Presley, scomparso pochi mesi prima, chiedendo un minuto di silenzio in suo ricordo e dedicandogli My Way. Nel 1979 Sinatra venne festeggiato in occasione dei quarant'anni di carriera (iniziata nel 1935, ma ufficialmente nel 1939, con la registrazione della prima canzone, All or Nothing at All), al Caesars Palace di Las Vegas.
Alla serata di festa intervennero star internazionali e vecchie glorie dello Star System, come Glenn Ford, Lucille Ball, Orson Welles, Dean Martin, Tony Bennett, James Cagney, Paul Anka, Milton Berle, Sammy Davis Jr., Peter Falk, Robert Mitchum, Dionne Warwick, Gene Kelly, Cary Grant (il quale si era ritirato da tempo), i suoi autori Jimmy Van Heusen e Sammy Cahn, i tre figli e la moglie Barbara. Nel 1980 tenne un concerto allo stadio Maracanã di Rio de Janeiro che entrò nel Guinness dei primati: mai a un concerto di un singolo cantante erano accorse così tante persone: secondo stime ufficiali, allo spettacolo assistettero, pagando il biglietto, circa 175 000 persone.
Nel 1962 partecipò insieme a Scilla Gabel a una serie della rubrica pubblicitaria italiana Carosello pubblicizzante i baci Perugina.

### Trilogy: Past, Present and Future
Nel 1980, sei anni dopo l'ultimo disco, Sinatra registrò in sala d'incisione l'album Trilogy: Past, Present and Future, che lo rilanciò nell'immagine e nello stile, con nuove canzoni e arrangiamenti. Tra le canzoni contenute nella raccolta, composta da tre dischi, ci sono la celeberrima Theme from New York, New York, Something, scritta da George Harrison, You and Me e It Had to Be You. Grazie al lavoro dei suoi collaboratori di lunga data come Billy May, Gordon Jenkins e Don Costa, l'album venne candidato al Premio Grammy e lo vinse nel 1981.
Nel gennaio 1982, a un concerto di beneficenza organizzato dai Rockefeller a New York, cantò per la prima volta accanto al tenore Luciano Pavarotti. Tra i due nacque una grande amicizia, coltivata negli anni successivi e culminata col duetto di My Way nell'ultimo disco ufficiale di The Voice, Duets II, del 1994.
Importanti nella carriera di Frank furono anche le presenze dei suoi amici d'infanzia: i chitarristi Tony Mottola e Al Viola, gli arrangiatori Don Costa, Gordon Jenkins, Quincy Jones, il direttore d'orchestra e pianista Bill Miller, che lo accompagnò nei suoi concerti per quasi cinquant'anni, e l'arrangiatore Nelson Riddle. Negli anni ottanta Sinatra intensificò l'attività, innanzitutto moltiplicando i concerti a Las Vegas, poi esibendosi in tutti i continenti, dal Canada e USA al Brasile, dall'Argentina alla Svezia, dall'Inghilterra all'Irlanda, dalla Francia alla Germania, dalla Spagna all'Italia, al Sudafrica fino alle Filippine e al Giappone, terminando con l'Australia.
In particolare si ricordano i concerti del 1983 al Radio City Music Hall di New York, a Detroit, Dallas e Los Angeles, quelli giapponesi a Tokyo del 1985, quelli di Milano nel 1986, di Atlantic City al celebre Golden Nuggett, nel 1988 i concerti australiani di Sydney e, tra il 1987 e il 1989, i duetti con Dean Martin, Sammy Davis Jr. e Liza Minnelli. La sua esibizione del settembre 1985 alla Carnegie Hall di New York venne definita dai critici un capolavoro, l'apice della sua potenza vocale.

### I concerti in Italia (1986-1991)
The Voice aveva già cantato dal vivo per due volte in Italia; la prima volta, quasi trentenne, a Roma, il 21 giugno 1944 in occasione dello United Service Organizations summer show (spettacoli per le truppe alleate anglo-americane impegnate nella seconda guerra mondiale) dove parteciparono anche la cantante Fay McKenzie, la ballerina Betty Yeaton, e il comico Phil Silvers, presso l'allora Foro Mussolini (poi ribattezzato Foro Italico). Nel maggio 1953 fu ospite d'onore e si esibì in alcune canzoni nel programma radiofonico della Rai Radio Club, condotto da Ernesto Calindri, nel quale conobbe Domenico Modugno.
La sera di venerdì 25 maggio 1962, si esibì in occasione del concerto con il Bill Miller Sextet, al Teatro Manzoni di Milano. Il giorno dopo cantò sempre a Milano, al palazzo del ghiaccio.
Dopo aver cantato allo stadio di Madrid, il 26 settembre 1986 Sinatra tornò a cantare sul suolo italiano dopo quasi 25 anni. Quella stessa sera, dopo la performance madrilena, atterrò col proprio jet privato all'aeroporto di Milano Linate e si rinchiuse nell'Hotel Principe di Savoia di Milano, rifiutando interviste e conferenze stampa. Il giorno successivo, 27 settembre, entrò nell'appena inaugurato ex palazzetto dello sport Palatrussardi per un concerto; ci fu il tutto esaurito, 9 000 spettatori, tra cui personalità dello spettacolo e della politica: in prima fila vi era Bettino Craxi, l'allora Presidente del Consiglio. Il concerto fu trasmesso in diretta dalla Rai e visto da circa 8 milioni di italiani.
Sinatra fu talmente entusiasta dell'accoglienza ricevuta l'anno prima, che ritornò in Italia per altri dieci concerti, sempre organizzati dall'impresario teatrale Pier Quinto Cariaggi:
- 13 giugno 1987 allo Stadio della Favorita di Palermo (ora Stadio Renzo Barbera)
- 16 giugno 1987 Teatro Petruzzelli di Bari
- 18 giugno 1987 al Palazzo dello Sport EUR di Roma
- 20 giugno 1987 all'Arena di Verona
- 24 giugno 1987 al Palazzetto dello sport di Genova
- 26 giugno 1987 al Covo di Nord Est, locale culto degli anni sessanta tra Portofino e Santa Margherita Ligure; tale data fu recuperata in extremis, per sostituire quella in programma al Casinò Municipale di Campione d'Italia, che non ebbe luogo a causa di una raucedine del cantante, provocata dalla pioggia del concerto a Verona e poi peggiorata.
- 6 aprile 1989 al Palatrussardi di Milano, in occasione dell'Ultimate Event Tour, con Liza Minnelli e Sammy Davis Jr.
- 21 settembre 1991 ("Diamond Jubilee world tour", per i cinquant'anni di carriera) all'allora Forum di Assago di Milano, insieme a Steve Lawrence e Eyde Gormé
- 24 settembre 1991 ("Diamond Jubilee world tour", per i cinquant'anni di carriera) al Palaghiaccio di Marino, in provincia di Roma, insieme a Steve Lawrence e Eyde Gormé
- 26 settembre 1991 ("Diamond Jubilee world tour") all'Anfiteatro di Pompei, dal quale salutò per sempre i suoi sostenitori italiani.

Questo suo ultimo concerto si sarebbe dovuto tenere a Napoli, al Maschio Angioino, ma poi, per una serie di vicissitudini manageriali e giudiziarie, venne dirottato a Pompei. Delle vicende legate all'organizzazione di questo concerto parlò ampiamente la stampa italiana, essendovi coinvolta l'Amministrazione Comunale della città partenopea. Alla fine il concerto venne giocoforza spostato nell'Anfiteatro pompeiano, penalizzando i posti a sedere.

### Anni novanta
Nel maggio 1988 l'orchestra ufficiale di The Voice, fino ad allora diretta da Bill Miller e che in seguito proseguirà come pianista, venne affidata al figlio Frank Sinatra Jr., che lo accompagnerà fino alle ultime esibizioni nel 1995. Ricordando a memoria tutte le registrazioni del padre, Frank Jr. lo aiutava sul palco quando il padre non ricordava le parole delle canzoni e suggeriva i nomi degli autori e degli arrangiatori delle canzoni proposte nei concerti.
Nel 1990 Sinatra festeggiò i 75 anni di vita e i 60 di carriera. Nel giorno della ricorrenza, il 12 dicembre dello stesso 1990, si esibì in concerto alla Byrne Meadowlands Arena di East Rutherford, nel nativo New Jersey, davanti a sessantamila persone in delirio, che alla fine intonarono in coro Happy Birthday, facendo commuovere Old blue eyes. Nel party successivo al concerto, Sinatra intrattenne gli ospiti duettando per l'ultima volta con Ella Fitzgerald in The Lady Is a Tramp, prima del ritiro di quest'ultima per motivi di salute. Lo stesso cantante annunciò, durante una conferenza stampa tenutasi nei giorni successivi, che avrebbe inaugurato, a partire dal gennaio 1991, il Diamond Jubilee Tour, ovvero una serie di concerti tenuti in tutto il mondo per festeggiare appunto i sessant'anni di carriera.
Prima tappa fu Miami e, a seguire, tutti gli Stati Uniti a gennaio e in febbraio, poi Sydney, Brisbane e Melbourne (in Australia), e Yokohama (Giappone) a marzo, per ritornare poi a Las Vegas, dove aveva contratti con diversi casinò, e nuovamente in Europa in autunno: dapprima in Belgio, poi in Italia per i tre concerti di Milano, Roma e Pompei, le successive tappe scandinave a Oslo e al palazzo del ghiaccio di Malmö in Svezia, le tappe di Parigi, Francoforte, dei Paesi Bassi e infine le tre date a Dublino, in Irlanda, a ottobre. A novembre ritornò in America e si divise tra il Canada, Toronto, il Radio City Music Hall di New York e ancora l'amatissima Las Vegas, precisamente al "Desert Inn" e al "Riviera Hotel".
Tra il maggio e il giugno 1992 concluse ufficialmente il Diamond Jubilee Tour con sei concerti "tutto esaurito" alla Royal Albert Hall di Londra, esibendosi anche ad Atene e allo stadio Camp Nou di Barcellona. Nel 1993 fu in tour nuovamente nei casinò di Las Vegas e Atlantic City, esibendosi, nel mezzo, in gran parte degli Stati Uniti. In giugno ritornò per l'ultima volta in Europa con un concerto in Svezia, a Göteborg, e per ben cinque volte in Germania, a Dortmund, Amburgo, Berlino, Stoccarda e Colonia, in modalità open air. Ritornò poi definitivamente negli Stati Uniti e, alla fine dell'anno, si esibì tra la California e l'Arizona, cantando anche al nuovo Casinò-Hotel MGM Grand di Las Vegas.
Sempre negli anni novanta Sinatra incise, per la sua vecchia casa discografica Capitol Records, due album di duetti che vendettero milioni di copie, cantando con star internazionali come Barbra Streisand, Neil Diamond, Tony Bennett e Stevie Wonder. Straordinario successo ebbero anche i video dei duetti tra Frank Sinatra e Bono Vox degli U2, che si esibirono con la canzone di Cole Porter I've Got You Under My Skin, che Sinatra aveva registrato per la prima volta nel 1946, e quelli con Aretha Franklin in What now my love e con Anita Baker in Witchcraft. Tra il 1990 e il 1994, complice anche il Diamond Jubilee World Tour, collezionò quasi 350 performance in tutto il globo.

### Gli ultimi acuti
Con il passare degli anni, la sua esistenza venne funestata da continui lutti: nel 1990 morirono il fidato compositore Jimmy Van Heusen, l'amico Sammy Davis Jr. e Ava Gardner; nel 1992 il fidato braccio destro, bodyguard e amico fraterno Jilly Rizzo, gestore anche di un celebre locale a New York, perì in un incidente d'auto in California; nel 1993 morì il paroliere Sammy Cahn. Nel 1994 fu la volta di Antônio Carlos Jobim e del compositore Jule Styne, autore, tra le altre, di Guess I'll Hang My Tears Out to Dry.
Tra il 1994 e 1995, per Sinatra fu la fine dei concerti dal vivo. Continuò a calcare i palcoscenici di mezza America, prediligendo ancora Las Vegas e Atlantic City. Ad aprile cantó per l'ultima volta a New York sul palco del Radio City Music Hall per quattro esibizioni sold-out; a giugno tenne un concerto nelle Filippine, dove, nel caldo equatoriale, cantò per quattro sere consecutive. Tra l'estate e l'autunno dello stesso anno si esibì al "Sands" di Atlantic City, al Foxwoods Casino di Ledyard, nel Connecticut, in Missouri a Saint Louis, e a Chicago dove, nello United Center, registrò il tutto esaurito con 18 000 spettatori alla fine di ottobre.
Soprattutto per motivi fisici maturò la decisione di ritirarsi dalle scene, convinto dagli sforzi sempre maggiori richiesti dal voler continuare a esibirsi di media per 70/80 performance all’anno. Così a dicembre, poco dopo aver compiuto 79 anni, per l'ultima volta varcò i confini nazionali volando in Giappone, a Fukuoka, dove cantò per l'ultima volta con una lunga tracklist di brani, il 19 e 20 dicembre 1994. Furono serate però in un certo senso drammatiche: il viaggio dell’intera orchestra parti già sotto una cattiva stella, poiché pochi giorni prima, dopo una lunga malattia, morì una storica componente, moglie di un altro membro dell’orchestra; inoltre Sinatra stesso, per motivi organizzativi, dovette esibirsi a poche ore dall’arrivo, senza poter smaltire il jet-lag dopo il lungo volo intercontinentale. Il risultato fu disastroso, in quasi ogni canzone dimenticò intere strofe facendo quasi scena muta nonostante i teleprompters scorressero davanti a lui con le parole delle canzoni. Filò invece tutto liscio o quasi quando fu il turno di My Way alla fine dell'ultimo spettacolo.
A giugno, in occasione dell'inizio dei mondiali di calcio americani al Dodger Stadium di Los Angeles, era apparso in prima fila insieme a un folto pubblico: tra i presenti vi erano anche Gene Kelly, Bob Hope e molti altri miti dello spettacolo. L’occasione era il concerto dei tre tenori Luciano Pavarotti, José Carreras e Plácido Domingo.
Nel febbraio 1995 si esibì in un breve concerto, davanti a 1 200 ospiti selezionati, per la serata di chiusura della stagione del Frank Sinatra Desert Classic golf tournament, appuntamento che si ripeteva da diversi anni, nel quale eseguì alcune delle sue più celebri canzoni. Alcuni giornalisti della rivista statunitense Esquire Magazine riferirono che cantò con voce chiara, intonata e forte, qualità che, data l'età, erano mancate sempre più spesso. Nel marzo 1994 gli venne consegnato il Grammy per l'album Duets II, riconoscimento che sanciva anche una carriera ineguagliabile.
Nel novembre 1995 la Abc produsse uno spettacolo televisivo all'auditorium di Los Angeles, per i suoi ottant'anni. Vi parteciparono tra gli altri: Tony Bennett, Bob Dylan, Bruce Springsteen, Gregory Peck, Bono Vox, Angela Lansbury, Johnny Depp, Tom Cruise, Arnold Schwarzenegger, Little Richard, Debbie Reynolds, Tom Selleck, Steve Lawrence, Eydie Gormé e Robert Wagner. L'evento, intitolato Sinatra: 80 Years My Way, fu trasmesso poi a dicembre in occasione del compleanno e venne visto da quasi 150 milioni di persone.
Sinatra non volle invitare alla festa il fraterno amico Dean Martin, malato e prossimo alla morte, che avvenne poche settimane dopo, nel giorno di Natale del 1995. The Voice, da quel momento, cadde in una progressiva forma di depressione che lo accompagnò negli ultimi anni della sua vita.

### Il declino fisico e la morte
Sinatra non venne particolarmente provato né dai frenetici ritmi di lavoro a Las Vegas nei primi anni sessanta - quando di giorno lavorava sui set cinematografici e alla sera si esibiva fino alle due di notte con gli spettacoli del Rat Pack, dormendo meno di tre ore a notte - né dai due pacchetti di sigarette che fumava ogni giorno (Sinatra fu un accanito fumatore per quasi settant'anni), né dalla bottiglia di whisky che beveva quotidianamente, né dalle tournée mondiali, specialmente negli ultimi vent'anni di carriera.
Ebbe tuttavia dei banali problemi di memoria, a causa dei quali, a partire dal 1987, dovette farsi installare video wall durante i concerti per ricordare i testi delle canzoni, e alcuni problemi fisici: nel 1986 gli venne asportato un tumore benigno all'intestino; nel marzo 1994, durante un finale di concerto a Richmond in Virginia, mentre intonava l'ultima strofa di My Way, per il caldo subì un brusco abbassamento di pressione, si girò verso il figlio che dirigeva l'orchestra e gli urlò Get me a chair! (Datemi una sedia!), prima di collassare per alcuni minuti; dalla fine del 1996 incominciò a soffrire di gravi problemi cardiovascolari.
Dopo un'ultima apparizione pubblica, il 26 ottobre 1996, e la definitiva uscita dalle scene, Frank si ritirò a Malibù in una casa sulla spiaggia, con vista sull'oceano. Venne colpito da tre infarti tra il dicembre 1996 e i primi mesi del 1997 (il primo dei quali poche settimane dopo l'ultima apparizione in pubblico), da un ictus e infine, secondo alcune voci mai confermate, gli venne diagnosticato anche un cancro. Ormai gravemente debilitato da un anno e mezzo di agonia, nella tarda serata del 14 maggio 1998 un quarto infarto lo stroncò per sempre, all'età di 82 anni.
Sul sito della famiglia Sinatra, i suoi figli comunicarono che le ultime parole del padre furono queste: I'm losing (Sto perdendo). Tutte le principali reti TV americane interruppero le trasmissioni con edizioni speciali dedicate alla morte di Sinatra. Il funerale venne trasmesso da quasi 100 canali televisivi in tutto il mondo. La sua morte segnò la fine di un'era che lo aveva portato a essere una delle più grandi star del XX secolo. Per rendere onore alla sua figura d'artista, nella notte tra il 14 e il 15 maggio tutte le luci di Las Vegas si spensero per la prima e unica volta. A New York, l'Empire State Building si illuminò di blu in omaggio a Old Blue Eyes.
(da una articolo di Vittorio Zucconi, su Repubblica 15 maggio 1998)

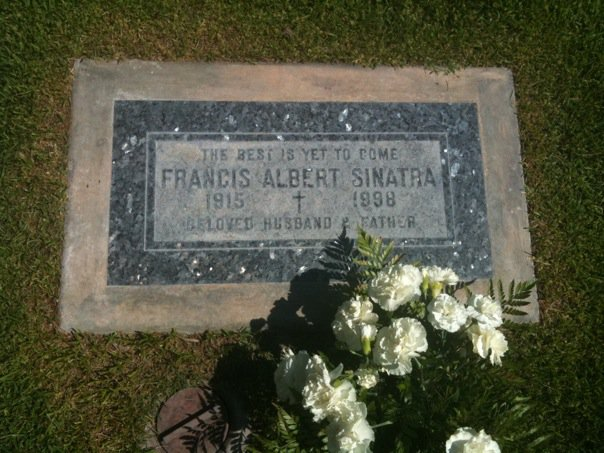
Tomba di Frank Sinatra a Palm Springs

Il funerale di Sinatra fu celebrato il pomeriggio del 20 maggio, nella chiesa cattolica di Beverly Hills, alla presenza di 400 amici. Gregory Peck, Diahann Carroll, Don Rickles, Milton Berle, Debbie Reynolds, Tony Bennett (che cantò alla cerimonia su richiesta di Sinatra), Joey Bishop, Kirk Douglas, Dionne Warwick, Jack Nicholson, Sophia Loren e molti altri gli resero omaggio un'ultima volta. Fu sepolto a fianco dei suoi genitori nel piccolo cimitero di Cathedral City, il Desert Memorial Park, sotto una semplice lapide rettangolare di pietra, sulla quale è inciso The best is yet to come (Il meglio deve ancora venire), titolo di uno dei suoi maggiori successi.
Nella tomba, Sinatra portò con sé un piccolo pezzo d'Italia: venne infatti sepolto con una cravatta rossoblù in onore della sua fede calcistica per il Genoa, di cui fu appassionato tifoso, coerentemente con le sue origini liguri.
Successivamente alla sua morte, si aprì una contesa tra la vedova Barbara e il figlio da lei avuto da un precedente matrimonio, e i tre figli di Sinatra, Nancy, Frank Jr. e Christina, per entrare in possesso dell'ingente patrimonio dell'artista, all'epoca stimato intorno al miliardo di dollari, oltre a una decina di limousine, un jet privato, ampi terreni sparsi tra la California e la Florida, lo Stardust, noto casinò di Las Vegas, e molte proprietà immobiliari, tra cui la villa di Rancho Mirage, con relativo appezzamento, quella a Barbados e quella nelle Hawaii.

## Stile musicale
Frank Sinatra ha mantenuto lungo tutta la sua carriera un repertorio jazz e pop molto sofisticato e che esprime la sua personalità sfaccettata e complessa. Si immedesima sovente nelle atmosfere rilassate, meditative e a volte sofferte delle ballate e 'adotta' l'orchestra ma è principalmente noto per la voce calda e profonda dal fraseggio caratterizzato da glissandi, e dal timbro al contempo aristocratico e popolare. Si ispira a Billie Holiday e soprattutto a Bing Crosby, da cui riprende lo stile di canto crooning. Tuttavia, i critici musicali hanno spesso sottolineato che "a differenza di Crosby, che si rivolgeva soprattutto alle famiglie, Sinatra parlava all'America".
Durante gli anni cinquanta, considerato il periodo migliore dell'artista, ha pubblicato i brani mesti e raccolti di In the Wee Small Hours (1955), primo esempio della sua maturità espressiva e quelli di Sings for Only the Lonely (1958), dalle atmosfere maestose e ispirato a Chopin, Rachmaninov, Ravel e Debussy più vari omaggi al genere swing come confermano Swing Easy! (1954), Songs for Swinging Lovers (1956) e A Swingin' Affair! (1957). La sua discografia presenta anche riferimenti alla bossa nova (Francis Albert Sinatra & Antonio Carlos Jobim, 1967), alla musica latinoamericana (Moonlight Sinatra, 1965), al pop (The World We Know, 1967; My Way, 1969), nonché incursioni più sperimentali (Trilogy: Past, Present & Future, 1979) e album natalizi (Christmas Songs By Sinatra, 1948; A Jolly Christmas from Frank Sinatra, 1957; The Sinatra Christmas Album, 1963). AllMusic classifica il cantante in varie espressioni di musica pop e jazz e gli attribuisce gli stili show tunes e AM pop; altri lo hanno definito un artista di "blues bianco".

## Vita privata

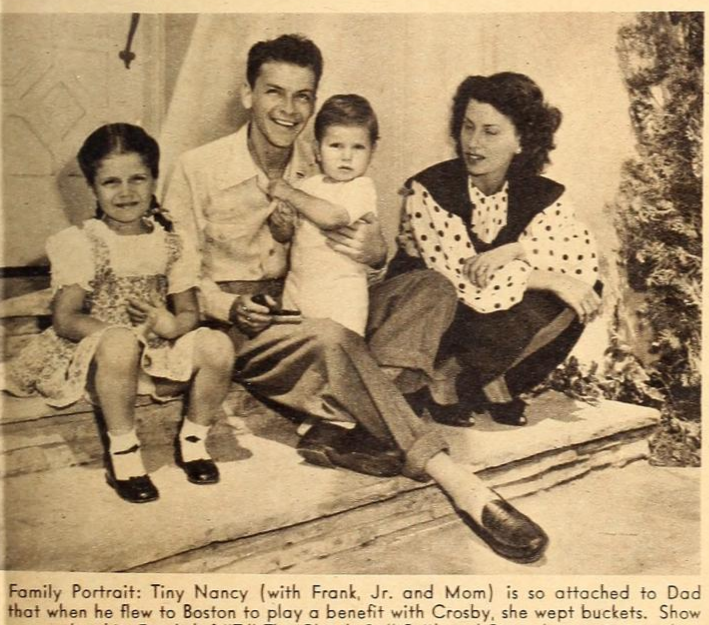
Sinatra con la prima moglie Nancy Barbato e i loro due figli Nancy e Frank Jr.

Sinatra si sposò quattro volte, ma molti furono i flirt con donne belle e famose attribuitigli dalla cronaca rosa: Lauren Bacall, Grace Kelly, Angie Dickinson e Victoria Principal. Si parlò anche di un suo flirt con Raffaella Carrà, la quale apparve in una piccola parte nel film Il colonnello Von Ryan (1965), dove Sinatra era protagonista. Fece delle avances anche a un'altra attrice italiana, Virna Lisi (sua collega di set nel film U-112 assalto al Queen Mary del 1966), la quale però, all'epoca già sposata, le respinse nettamente.
La prima moglie fu Nancy Barbato, con la quale si conosceva già da ragazzo. Dal loro matrimonio, durato dal 1939 al 1951, nacquero i tre figli di Sinatra: Nancy (1940), Frank Jr. (1944-2016), protagonista anche di un sequestro lampo nel 1963 messo in atto da un ex compagno di scuola del ragazzo, il quale chiese a Sinatra un riscatto di 240 000 $ (Frank Jr. venne rilasciato dopo due giorni passati nel baule di una macchina); e Christina (1948). Il 7 novembre 1951, appena nove giorni dopo avere ottenuto il divorzio dalla Barbato, Sinatra si sposò con l'attrice Ava Gardner, con la quale viveva già da un paio d'anni e che era stata la causa della rottura del suo matrimonio. La loro unione, costellata di violenti litigi e tradimenti reciproci, non durò molto a lungo: si separarono poco tempo dopo, nel 1953, e divorziarono nel 1957.
La terza moglie di Frank Sinatra fu l'attrice Mia Farrow. I due si sposarono nel 1966, ma divorziarono due anni più tardi a causa di un film che la Farrow non aveva ancora finito di girare e che quindi non le consentiva di far parte del cast del film che Sinatra avrebbe dovuto girare con lei. L'avvocato arrivò sul set dove la Farrow stava girando con i documenti del divorzio, che lei firmò incredula e sbigottita senza dire una parola. Secondo dichiarazioni della Farrow, ripresero a frequentarsi anche anni dopo, tanto che Ronan, figlio di Mia e Woody Allen, nato nel 1987, potrebbe in realtà essere figlio di Sinatra e non del regista newyorchese.
Nel 1976 Sinatra sposò la sceneggiatrice Barbara Blakeley (1927-2017), ex moglie di Zeppo Marx, e il loro matrimonio durò oltre vent'anni, fino alla morte di Sinatra.

## Politica

Frank Sinatra (a sinistra) scherza con il presidente Usa Ronald Reagan e la moglie Nancy Reagan alla Casa Bianca nel 1981

Frank Sinatra è stato, fin dalla presidenza di Franklin Delano Roosevelt, un personaggio che ha potuto influenzare, in diversa misura, le elezioni americane, grazie alla presa "magnetica" che aveva sui suoi ammiratori. Amico personale di diversi presidenti sia democratici sia repubblicani, una delle campagne elettorali a cui si dedicò con maggior impegno fu quella di John Fitzgerald Kennedy. Fu lui a presentare al presidente l'attrice Marilyn Monroe, con cui strinse amicizia. La notizia della morte del presidente, nel 1963, raggiunse Sinatra sul set di un film che stava girando con il Rat Pack; il cantante si chiuse nel suo camper per diversi giorni, a causa dell'enorme sconforto dovuto alla perdita dell'amico.
Richard Nixon fu un grande ammiratore di Sinatra. Nei cinque anni di presidenza i due cenarono insieme alla Casa Bianca almeno 5-6 volte ogni anno. Di grande amicizia è stato anche il rapporto tra Sinatra e Ronald Reagan. I due si erano conosciuti negli anni quaranta a Hollywood, quando entrambi lavoravano per il cinema. Nel 1976 Reagan volle interrompere la campagna elettorale per essere presente al matrimonio del suo amico con Barbara. Tra il 1980 e il 1988 Sinatra si esibì più volte alla Casa Bianca, chiamato dal presidente in occasione di visite di capi di Stato e importanti personaggi della politica.

## Controversie
Sinatra fu moltissime volte al centro di critiche pubbliche e di scandali. Un esempio fu un fatto accaduto nel 1954, quando il cantante, mentre accompagnava Judy Garland, aggredì l'addetto stampa Jim Byron solo perché gli aveva chiesto chi fosse la donna che accompagnava. Questo caso divenne ben presto di dominio pubblico.
Sembrerebbe che Sinatra fosse amico di mafiosi italoamericani e che veniva chiamato per suonare nei loro locali dato che la maggior parte di loro adorava la sua musica, oltre al fatto che Sinatra aveva ascendenze italiane.
Inoltre sembrerebbe che lui stesso avesse minacciato l'attore e regista Woody Allen per averci provato con sua figlia Nancy.

### Lo scandalo della porta sbagliata
Celebre è lo scandalo cosiddetto "della porta sbagliata", in cui fu coinvolto insieme al giocatore di baseball Joe DiMaggio. DiMaggio stava soffrendo per via del divorzio con Marilyn Monroe ed era venuto a sapere dal suo investigatore che Marilyn si drogava e aveva una relazione lesbica. Volendo coglierla sul fatto, chiese a Sinatra di accompagnarlo in un palazzo di West Hollywood dove, secondo l'investigatore, si svolgevano i fatti. I due tuttavia fecero irruzione in un appartamento sbagliato, dove terrorizzarono una donna sconosciuta, che poi sporse denuncia, senza trovare traccia né di droga né di Monroe. Sinatra dichiarò di non essere entrato nella stanza, bensì di aver aspettato in macchina. Il fatto fu gonfiato dalle riviste scandalistiche, prima fra tutte Confidential.

## Sinatra e i Beatles
Frank Sinatra e i Beatles sono stati legati dal punto di vista musicale. Infatti, Ol' Blue Eyes ha interpretato vari brani del gruppo musicale britannico, tra i quali Something, Yesterday e altri; inoltre il compositore Bert Kaempfert, autore di alcuni dei grandi successi di Sinatra tra cui Strangers in the Night e The World We Knew, ha avuto un ruolo fondamentale nell'avvio della carriera del gruppo di Liverpool.

## Filmografia

### Attore

#### Cinema
- Las Vegas Nights, regia di Ralph Murphy (1941) - non accreditato
- Rotta sui Caraibi (Ship Ahoy), regia di Edward Buzzell (1942) - non accreditato
- Reveille with Beverly, regia di Charles Barton (1943)
- Il denaro non è tutto (Higher and Higher), regia di Tim Whelan (1943)
- The Shining Future, cortometraggio, regia di LeRoy Prinz (1944)
- The Road to Victory, cortometraggio, non accreditato, regia di LeRoy Prinz (1944)
- Hotel Mocambo (Step Lively), regia di Tim Whelan (1944)
- Due marinai e una ragazza (Canta che ti passa) (Anchors Aweigh), regia di George Sidney (1945)
- Nuvole passeggere (Till the Clouds Roll By), regia di Richard Whorf (1946)
- Accadde a Brooklyn (It Happened in Brooklyn), regia di Richard Whorf (1947)
- Il miracolo delle campane (The Miracle of the Bells), regia di Irving Pichel (1948)
- Il bacio del bandito (The Kissing Bandit), regia di László Benedek (1948)
- Facciamo il tifo insieme (Take Me Out to the Ball Game), regia di Busby Berkeley (1949)
- Un giorno a New York (On the Town), regia di Stanley Donen e Gene Kelly (1949)
- Questi dannati quattrini (Double Dynamite), regia di Irving Cummings (1951)
- Lasciami sognare (Meet Danny Wilson), regia di Joseph Pevney (1952)
- Da qui all'eternità (From Here to Eternity), regia di Fred Zinnemann (1953)
- Gangsters in agguato (Suddenly), regia di Lewis Allen (1954)
- Tu sei il mio destino (Young at Heart), regia di Gordon Douglas (1954)
- Nessuno resta solo (Not as a Stranger), regia di Stanley Kramer (1955)
- Bulli e pupe (Guys and Dolls), regia di Joseph L. Mankiewicz (1955)
- Il fidanzato di tutte (The Tender Trap), regia di Charles Walters (1955)
- L'uomo dal braccio d'oro (The Man with the Golden Arm), regia di Otto Preminger (1955)
- Donne... dadi... denaro! (Meet Me in Las Vegas), regia di Roy Rowland (1956) - non accreditato
- Alta società (High Society), regia di Charles Walters (1956)
- Johnny Concho, regia di Don McGuire (1956)
- Il giro del mondo in 80 giorni (Around the World in Eighty Days), regia di Michael Anderson (1956)
- Orgoglio e passione (The Pride and the Passion), regia di Stanley Kramer (1957)
- Il Jolly è impazzito (The Joker Is Wild), regia di Charles Vidor (1957)
- Pal Joey, regia di George Sidney (1957)
- Cenere sotto il sole (Kings Go Forth), regia di Delmer Daves (1958)
- Qualcuno verrà (Some Came Running), regia di Vincente Minnelli (1958)
- Un uomo da vendere (A Hole in the Head), regia di Frank Capra (1959)
- Sacro e profano (Never So Few), regia di John Sturges (1959)
- Can-Can, regia di Walter Lang (1960)
- Colpo grosso (Ocean's Eleven), regia di Lewis Milestone (1960)
- Pepe, regia di George Sidney (1960)
- Il diavolo alle 4 (The Devil at 4 o'clock), regia di Mervyn LeRoy (1961)
- Tre contro tutti (Sergeants 3), regia di John Sturges (1962)
- Astronauti per forza (The Road to Hong Kong), regia di Norman Panama (1962) - non accreditato
- Va' e uccidi (The Manchurian Candidate), regia di John Frankenheimer (1962)
- I cinque volti dell'assassino (The List of Adrian Messenger), regia di John Huston (1963)
- Alle donne ci penso io (Come Blow Your Horn), regia di Bud Yorkin (1963)
- I 4 del Texas (4 for Texas), regia di Robert Aldrich (1963)
- I 4 di Chicago (Robin and the 7 Hoods), regia di Gordon Douglas (1964)
- La tua pelle o la mia (None but the Brave), regia di Frank Sinatra (1965)
- The Rat Pack Captured, regia di Robert Finkelstein (1965) - documentario
- Il colonnello Von Ryan (Von Ryan's Express), regia di Mark Robson (1965)
- Patto a tre (Marriage on the Rocks), regia di Jack Donohue (1965)
- Combattenti della notte (Cast a Giant Shadow), regia di Melville Shavelson (1966)
- U-112 assalto al Queen Mary (Assault on a Queen), regia di Jack Donohue (1966)
- Tramonto di un idolo, regia di Russell Rouse (1966) - non accreditato
- Colpo su colpo (The Naked Runner), regia di Sidney J. Furie (1967)
- L'investigatore (Tony Rome), regia di Gordon Douglas (1967)
- Inchiesta pericolosa (The Detective), regia di Gordon Douglas (1968)
- La signora nel cemento (Lady in Cement), regia di Gordon Douglas (1968)
- Dingus, quello sporco individuo (Dirty Dingus Magee), regia di Burt Kennedy (1970)
- C'era una volta Hollywood (That's Entertainment!), regia di Jack Haley Jr. (1974)
- Delitti inutili (The First Deadly Sin), regia di Brian G. Hutton (1980)
- La corsa più pazza d'America n. 2 (Cannonball Run II), regia di Hal Needham (1984)

#### Televisione
- The Colgate Comedy Hour – serie TV, 1 episodio (1954)
- Producers' Showcase – serie TV, 1 episodio (1955)
- L'uomo ombra (The Thin Man) – serie TV, 1 episodio (1958) - non accreditato
- Contract on Cherry Street – film TV (1977)
- Magnum, P.I. (Magnum, P.I.) – serie TV, episodio 7x18 (1987)
- Casalingo Superpiù (Who's the Boss?) – serie TV, 1 episodio (1989)
- Daddy Dearest – serie TV, 1 episodio (1993)
- Il sogno di Rose (Young At Heart) – film TV (1995)

#### Pubblicità
- Carosello (1962)

### Doppiatore
- Tre soldi nella fontana, regia di Jean Negulesco (1954) - non accreditato
- Insieme a Parigi (Paris - When It Sizzles), regia di Ricard Quine (1964) - non accreditato
- Chi ha incastrato Roger Rabbit, (Who Framed Roger Rabbit), regia di Robert Zemeckis (1988) - cantante

## Sinatra autore
Sinatra è accreditato come autore di alcune canzoni, in cui contribuì principalmente al testo:
- I'm a Fool to Want You
- Mistletoe and Holly
- Mr. Success
- Peachtree Street
- Sheila
- Take My Love
- This Love Of Mine

## Riconoscimenti (parziale)
- Premio Oscar
  - 1946 – Oscar onorario
  - 1954 – Migliore attore non protagonista per Da qui all'eternità
  - 1955 – Candidatura al migliore attore per L'uomo dal braccio d'oro
  - 1970 – Premio umanitario Jean Hersholt

## Onorificenze

### Onorificenze straniere
Nel 2015 gli è stato conferito presso la Camera dei Deputati il Premio America alla memoria, della Fondazione Italia USA.

## Doppiatori italiani
Nelle versioni in italiano delle opere in cui ha recitato, Frank Sinatra è stato doppiato da:
- Giuseppe Rinaldi in Il bacio del bandito, Tu sei il mio destino (ridoppiaggio TV 1984), Il jolly è impazzito, Pal Joey, Cenere sotto il sole, Qualcuno verrà, Un uomo da vendere, Sacro e profano, Colpo grosso, Il diavolo alle 4, Tre contro tutti, Astronauti per forza, Va' e uccidi, Alle donne ci penso io, I 4 del Texas, I 4 di Chicago, La tua pelle o la mia, Colpo su colpo, L'investigatore, Inchiesta pericolosa, La signora nel cemento, Delitti inutili
- Stefano Sibaldi in Hotel Mocambo, Due marinai e una ragazza (Canta che ti passa), Accadde a Brooklyn, Il miracolo delle campane, Facciamo il tifo insieme, Un giorno a New York, Da qui all'eternità, Gangsters in agguato, Tu sei il mio destino, Nessuno resta solo, Bulli e pupe, Il fidanzato di tutte, L'uomo dal braccio d'oro, Alta società, Johnny Concho
- Nando Gazzolo in Orgoglio e passione, Can-Can, Il colonnello Von Ryan, Patto a tre
- Pino Locchi in Combattenti della notte, C'era una volta Hollywood
- Claudio Capone nei ridoppiaggi di Due marinai e una ragazza (Canta che ti passa) e Facciamo il tifo insieme
- Sergio Graziani in I cinque volti dell'assassino
- Renato Izzo in Dingus, quello sporco individuo
- Marco Mete in Il denaro non è tutto (doppiaggio tardivo)
- Francesco Prando in Gangster in agguato (ridoppiaggio)
- Pino Insegno in Johnny Concho (ridoppiaggio)
- Diego Reggente in U-112 assalto alla Queen Mary (ridoppiaggio)[55]

## Omaggi
- A Frank Sinatra sono stati intotali alcuni edifici:
  - Frank Sinatra School of the Arts, Astoria, Queens
  - Frank Sinatra International Student Center, all'Università Ebraica di Gerusalemme
  - Frank Sinatra Park, Hoboken
  - Ufficio postale di Hoboken
  - Dormitorio universitario a Montclair
  - Frank Sinatra Hall, alla USC School of Cinematic Arts, Los Angeles